# Черняхівський комбінат хлібопродуктів
Черняхівський комбінат хлібопродуктів — підприємство харчової промисловості в смт Черняхів Черняхівського району Житомирської області. Це дочірнє підприємство ДАК «Хліб України».

Переробляє зерно, продовольчу пшеницю за передовими технологіями. Використання сучасних технологій забезпечує високотехнічне обладнання, виготовлене за ліцензією швейцарської фірми «Бюллер».
Потужність млинзаводу — 500 тонн пшениці на добу.
Місткість елеватора — 48 тис. тонн зерна.
Постачає борошно до Києва, Донецька, Львівської, Закарпатської та Житомирської області та інших регіонів України.
Пропонує: борошно вищого сорту, борошно 1-го сорту, крупи манні, зародок пшеничний, висівки пшеничні.

## Історія
Комбінат хлібопродуктів був побудований відповідно до одинадцятого п'ятирічного плану розвитку народного господарства СРСР і поетапно введений в експлуатацію в 1984—1986 роки.
Після проголошення незалежності України комбінат перейшов у відання Міністерства сільського господарства та продовольства України.
У березні 1995 року Верховна Рада України внесла комбінат до переліку підприємств, приватизація яких заборонена у зв'язку з їх загальнодержавним значенням.
Після створення у серпні 1996 року державної акціонерної компанії «Хліб України» елеватор став дочірнім підприємством ДАК «Хліб України».
Улітку 2006 року мала місце спроба незаконно продати приватній фірмі нерухоме майно КХП (млин, електроцех, майстерню, залізничні колії та об'єкти незавершеного будівництва) на загальну суму 7,5 млн гривень, після чого стосовно керівництва підприємства було порушено кримінальну справу.
У листопаді 2006 року було порушено справу про банкрутство комбінату, але надалі становище підприємства стабілізувалося.
У зв'язку з погашенням частини боргу ДАК «Хліб України» перед Держкомрезервом України у жовтні 2007 року було прийнято рішення передати комбінат у відання Держкомрезерву України (рішення було виконано після набуття чинності рішенням Вищого адміністративного суду України від 11 квітня 2010 року).
Економічна криза, що почалася у 2008 році, ускладнила становище КХП, але після тривалого простою 16 квітня 2009 року комбінат відновив роботу.
Після створення 11 серпня 2010 року Державної продовольчо-зернової корпорації України комбінат було включено до складу підприємств ДПЗКУ.
У серпні 2010 року Житомирський та Черняхівський КХП були найбільшими виробниками борошна на території Житомирської області.
До кінця 2013 року господарське становище підприємства залишалося неблагополучним, була непогашена заборгованість із заробітної плати перед працівниками КХП.

### Сучасний стан
Територія КХП складає 18,3 га. 
Основними функціями підприємства є зберігання та перероблення зернових культур (пшениці та кукурудзи), а також сої. У складі комбінату — елеватор загальною місткістю 48 тис. тонн, стаціонарна зерносушарка ДСП-32, автоприйом з автомобілерозвантажувачем та автомобільними вагами.
Переробні потужності забезпечують можливість прийому та відвантаження до 1500 тонн зерна автомобільним чи залізничним транспортом. КХП здатний виробляти до 114,5 тис. тонн борошна на рік (або до 500 тонн борошна на добу), проте в експлуатації знаходиться лише одна секція млина потужністю 57,3 тис. тонн борошна на рік. КХП виробляє пшеничне борошно трьох (вищого, першого та другого) сортів та манну крупу.